# لوران برندونبرگر
لوران برندونبرگر (انگلیسی: Laurent Brandenbourger؛ زادهٔ ۱ ژانویهٔ ۱۹۶۷) کارگردان فیلم، فیلم‌نامه‌نویس و مؤلف اهل بلژیک است.
از فیلم‌هایی که وی در آن‌ها نقش داشته‌است، می‌توان به بارون‌ها اشاره نمود.